# Pamięć semantyczna
Pamięć semantyczna – rodzaj pamięci deklaratywnej o faktach (obiektach świata i wydarzeniach) i znaczeniach słów. W pamięci tej przechowywane są też ogólne prawa, wzory, reguły gramatyczne. Pozwala ona na kojarzenie obiektu z grupą znaczeń, do których dany obiekt się odnosi. Podział na pamięć epizodyczną i pamięć semantyczną został wprowadzony przez kanadyjskiego psychologa pochodzącego z Estonii Endela Tulvinga.

## Wyjaśnianie działania pamięci semantycznej
Przechowywanie informacji w pamięci semantycznej wyjaśniane jest za pomocą:
- modelu sieciowego, w którym powiązanymi elementami sieci są pojęcia;
- modelu porównywania cech, w którym pojęcia są przechowywane jako uporządkowane listy cech;
- modelu ram, schematów skryptów, w którym istnieją ogólne uporządkowane reprezentacje w postaci ram, schematów skryptów odnoszone do odpowiednich klas zdarzeń[4].

Pamięć ta przypuszczalnie powstała na drodze ewolucji pamięć semantyczna – skojarzeniowa. Działa ona prawdopodobnie w ten sposób, że w mózgu tworzone są zbiory informacji o podobnym charakterze, opatrzone pewnymi etykietami. W ewolucji człowieka etykiety te niekoniecznie były wyrazami, lecz wraz z upowszechnieniem się języka mówionego słowa szybko nadały się do roli kluczy w pamięci semantycznej. Tak więc pamięć ta w dużej mierze powiązana jest z językiem oraz procesem kojarzenia różnych faktów. Nie ma w niej żadnych reguł co do tego, jak grupowane są poszczególne informacje.